# Cavendishia bracteata
La uva de anís, tullá, zarcillejo o colmillo (Cavendishia bracteata) es una planta de la familia Ericaceae, que se encuentra desde México hasta Colombia y Venezuela, entre los 1.400 y los 3.200 m de altitud.

## Descripción
Arbusto terrestre o epífito, de 1 a 4 m de altura. Hojas de formas variadas, acorazonadas, oblongas, elípticas, ovadas o lanceoladas, de 2,5 a 22 cm de largo por 1,5 a 10 cm de ancho. Inflorescencia con 6 a 30 flores, rodeadas por brácteas rosadas a rojizas, de hasta de 8 cm de largo. Flores con cáliz de 4 a 9 mm de largo, de verde a rojizo. Corola cilíndrica, de 10 a 28 mm de longitud por 4 a 9 mm de ancho. Los frutos son bayas de glabras a pilosas, de 8 a 14 mm de diámetro, violeta cuando madura.

## Uso
Los frutos son comestibles, de sabor dulce anisado.